# Fröken Vildkatt
Fröken Vildkatt är en svensk komedifilm från 1941 baserad på operetten Budapest-Wien med musik av Károly de Fries samt text av Armand Szántó och Mihály Szécsén. I huvudrollerna ses Marguerite Viby och Åke Söderblom.

## Handling
Thomas har blivit befordrad och ska gifta sig. På väg hem från en fest räddar han en kvinna från att ta livet av sig och efter den dagen är hans liv sig inte likt.

## Om filmen
Filmen spelades in mellan den 15 september och den 25 oktober 1941 i Filmstaden och på Oscarsteatern i Stockholm. Den hade premiär den 15 december 1941 och är tillåten från 15 år. Filmen har visats vid ett flertal tillfällen i SVT, bland annat i maj 2019. 
Filmen spelades in i en dansk version 1942, som Frøken Vildkat, med Marguerite Viby, Ebbe Rode och Ib Schønberg.
Avsnitt ur filmen gjordes 1943 om till tre kortfilmer med titlarna Oj, Oj, Oj, Dolly gör karriär och Dårfinkar och näktergalningar, samtliga dessa är barntillåtna.

## Rollista
- Marguerite Viby – Dolly Hansen, revyflicka
- Åke Söderblom – Thomas Palm, aktuarie i Kungliga Kanalverket
- Stig Järrel – major Jimmy Cronklinga på Taxingehus, Thomas morbror
- Tollie Zellman – Carolina Cronklinga, hans hustru, Thomas moster
- Håkan Westergren – Kalle Hallgren, ingenjör
- Eivor Landström – Vera Blomberg, Thomas fästmö
- John Botvid – tågkonduktören
- Georg Funkquist – direktören på Nya Revyteatern
- Artur Rolén – John, betjänt på Taxingehus
- Anna-Lisa Baude – fru Andersson, Thomas hyresvärdinna
- Dagmar Olsson – Frida, fru Anderssons husa
- Yngwe Nyquist – Edvard Blomberg, Veras far, godsägare
- Millan Bolander – Greta Blomberg, Veras mor

### Ej krediterade
- Anna-Stina Wåglund – sömmerskan på Taxingehus
- Georg Fernquist – hotellportiern
- Folke Rydberg – talaren vid Thomas utnämningsfest
- Ivar Hallbäck – man på Thomas utnämningsfest
- Tore Christiansen – man på Thomas utnämningsfest
- Carl Winther – pianisten på Thomas utnämningsfest
- Egil Holmsen – man på Thomas utnämningsfest
- Wiange Törnkvist – man på Thomas utnämningsfest
- Harry Philipson – man i biljettkassan på Norrköpings central
- Harriett Philipson – budet från Hatt- och Skokompaniet
- Olle Ek – hovmästaren på restaurangen
- Adèle Söderholm – påkläderskan
- Bo Rosendahl – dirigenten på Nya Revyteatern
- Gustaf Wally – stand-in för Åke Söderblom vid provuppträdandet
- Baletten på Nya Revyteatern

## Musik i filmen
- Månde han leva, musik Sten Axelson, text Åke Söderblom
- Bara jag får vara med dej, musik Sten Axelson, text Åke Söderblom, sång Marguerite Viby och Åke Söderblom
- Oj, Oj, Oj, musik Sten Axelson, text Åke Söderblom, sång Åke Söderblom och Marguerite Viby
- När tvenne hjärtan sjunga samma melodi, musik Sten Axelson, text Maurice Askew, sång Sigvard Wallbeck-Hallgren (dubbar Håkan Westergren) och Inga Sundström (dubbar Eivor Landström)
- Kärlek är kärlek, musik Sten Axelson, text Åke Söderblom, sång Marguerite Viby
- Improvisation, musik Erik Erling, instrumental
- Allt detta och himlen därtill, musik Sune Waldimir, instrumental
- Helgdagskväll vid gengasbilen, musik Kai Gullmar och Åke Söderblom, sång Marguerite Viby och Åke Söderblom
- Hjärtats oro musik Sten Axelson, text Karl-Ewert Christenson, sång av okänd
- Flickan hon går i ringen, dans Marguerite Viby och Åke Söderblom
- Swedish swing, musik Jack Geddes och Bo Rosendahl, text Jack Geddes, arrangör Thore Ehrling, sång Marguerite Viby och Åke Söderblom